# Vaubecourt
Vaubecourt és un municipi francès situat al departament del Mosa i a la regió del Gran Est. L'any 2007 tenia 302 habitants.

## Demografia

### Població
El 2007 la població de fet de Vaubecourt era de 302 persones. Hi havia 115 famílies, de les quals 26 eren unipersonals (15 homes vivint sols i 11 dones vivint soles), 37 parelles sense fills, 45 parelles amb fills i 7 famílies monoparentals amb fills.
La població ha evolucionat segons el següent gràfic:
Habitants censats

### Habitatges
El 2007 hi havia 133 habitatges, 118 eren l'habitatge principal de la família, 7 eren segones residències i 8 estaven desocupats. 121 eren cases i 12 eren apartaments. Dels 118 habitatges principals, 91 estaven ocupats pels seus propietaris, 24 estaven llogats i ocupats pels llogaters i 3 estaven cedits a títol gratuït; 4 tenien dues cambres, 12 en tenien tres, 24 en tenien quatre i 78 en tenien cinc o més. 102 habitatges disposaven pel capbaix d'una plaça de pàrquing. A 60 habitatges hi havia un automòbil i a 50 n'hi havia dos o més.

### Piràmide de població
La piràmide de població per edats i sexe el 2009 era:
| Homes | Edats   | Dones |
| ----- | ------- | ----- |
| 0     | 95 o +  | 0     |
| 4     | 90 a 94 | 0     |
| 8     | 85 a 89 | 12    |
| 0     | 80 a 84 | 8     |
| 4     | 75 a 79 | 4     |
| 8     | 70 a 74 | 8     |
| 4     | 65 a 69 | 8     |
| 0     | 60 a 64 | 12    |
| 8     | 55 a 59 | 8     |
| 8     | 50 a 54 | 8     |
| 8     | 45 a 49 | 4     |
| 20    | 40 a 44 | 4     |
| 12    | 35 a 39 | 12    |
| 4     | 30 a 34 | 16    |
| 8     | 25 a 29 | 8     |
| 4     | 20 a 24 | 4     |
| 8     | 15 a 19 | 4     |
| 8     | 10 a 14 | 8     |
| 4     | 5 a 9   | 24    |
| 4     | 0 a 4   | 0     |

## Economia
El 2007 la població en edat de treballar era de 192 persones, 143 eren actives i 49 eren inactives. De les 143 persones actives 134 estaven ocupades (68 homes i 66 dones) i 9 estaven aturades (5 homes i 4 dones). De les 49 persones inactives 21 estaven jubilades, 21 estaven estudiant i 7 estaven classificades com a «altres inactius».

### Ingressos
El 2009 a Vaubecourt hi havia 120 unitats fiscals que integraven 304,5 persones, la mediana anual d'ingressos fiscals per persona era de 17.353 €.

### Activitats econòmiques
Dels 5 establiments que hi havia el 2007, 1 era d'una empresa extractiva, 1 d'una empresa alimentària, 1 d'una empresa de comerç i reparació d'automòbils, 1 d'una empresa de transport i 1 d'una entitat de l'administració pública.
L'únic servei als particulars que hi havia el 2009 era una oficina de correu.
L'únic establiment comercial que hi havia el 2009 era una fleca.
L'any 2000 a Vaubecourt hi havia 13 explotacions agrícoles que ocupaven un total de 819 hectàrees.

## Equipaments sanitaris i escolars
El 2009 hi havia una escola elemental. Vaubecourt disposava d'un col·legi d'educació secundària amb 193 alumnes.

## Poblacions més properes
El següent diagrama mostra les poblacions més properes.